# Wacław Kaszowski
Wacław Kaszowski (Kaszewski) herbu Janina (zm. przed 22 maja 1660 roku) – sędzia bełski od 1655 roku, podsędek bełski w latach 1652–1655.
Poseł sejmiku bełskiego na sejm zwyczajny 1652 roku, 1655 roku i 1659 roku.